# Viza Niezależnaj Respubliki Mroja
Viza Niezależnaj Respubliki Mroja (biał. Viza Незалежнай Рэспублікі Мроя, pol. Wiza Niepodległej Republiki Marzeń) – tribute album zawierający covery piosenek białoruskiego zespołu rockowego N.R.M., wydany 29 grudnia 2003 roku. Prezentacja płyty odbyła się 12 listopada 2003 roku w sali koncertowej Mińsk.

## Lista utworów
| Nr  | Tytuł utworu                                                      | Oryginalna pisownia tytułu | Długość |
| --- | ----------------------------------------------------------------- | -------------------------- | ------- |
| 1.  | „Pawietrany szar” (Niestandartnyj warijant & IQ48 & Lawon Wolski) | «Паветраны шар»            | 5:01    |
| 2.  | „Ja jedu” (Sciana)                                                | «Я еду»                    | 4:17    |
| 3.  | „Try czarapachi” (Pałac & DJ Ray)                                 | «Тры чарапахі»             | 3:50    |
| 4.  | „Majo pakaleńnie” (P.L.A.N.)                                      | «Маё пакаленьне»           | 4:32    |
| 5.  | „Partyzanskaja” (Partyzone)                                       | «Партызанская»             | 3:42    |
| 6.  | „Pieśni pra kachańnie” (DJ Freax & Ciahni-Szturchaj)              | «Песьні пра каханьне»      | 3:08    |
| 7.  | „Katlet-matlet” (Leprykonsy)                                      | «Катлет-матлет»            | 3:04    |
| 8.  | „Bywaj” (S.K.D.)                                                  | «Бывай»                    | 3:07    |
| 9.  | „My żywiem niakiepska” (Angry Rose 2000)                          | «Мы жывем някепска»        | 3:42    |
| 10. | „Dzied Maroz” (:B:N:)                                             | «Дзед Мароз»               | 2:23    |
| 11. | „Na wulicy majoj” (Kukły)                                         | «На вуліцы маёй»           | 4:02    |
| 12. | „Katuj-ratuj” (J_Mors)                                            | «Катуй-ратуй»              | 3:13    |
| 13. | „Kumba” (IQ48)                                                    | «Кумба»                    | 4:27    |
| 14. | „Fabryka” (JU.Wiecier)                                            | «Фабрыка»                  | 3:37    |
| 15. | „Try czarapachi” (Kraski)                                         | «Тры чарапахі»             | 3:56    |
| 16. | „Pieśni pra kachańnie” (Pete Paff)                                | «Песьні пра каханьне»      | 3:07    |
| 17. | „Czystaja-świetłaja” (Impatt)                                     | «Чыстая-сьветлая»          | 3:37    |
| 18. | „Try czarapachi – 2” (Ania Bahdanawa)                             | «Тры чарапахі — 2»         | 3:01    |
| 19. | „Lohkija-lohkija” (Ciahni-Szturchaj)                              | «Лёгкія-лёгкія»            | 4:18    |
| 20. | „Odzirydzidzina” (KRIWI Women & Kalahari)                         | «Одзірыдзірыдзіна»         | 3:21    |
| 21. | „Chudsawiet” (Long Play)                                          | «Худсавет»                 | 3:05    |

## Wydawcy
- Wital Supranowicz – producent i menedżer
- Pawieł Apanowicz – producent i menedżer
- Siarhiej Łabandzijeuski – mastering
- Jahor Szumski – design
- Aleś Tabolicz – design